# Valea Ötz
Coordonate: 47° 08' 13" N, 10° 55' 38" O

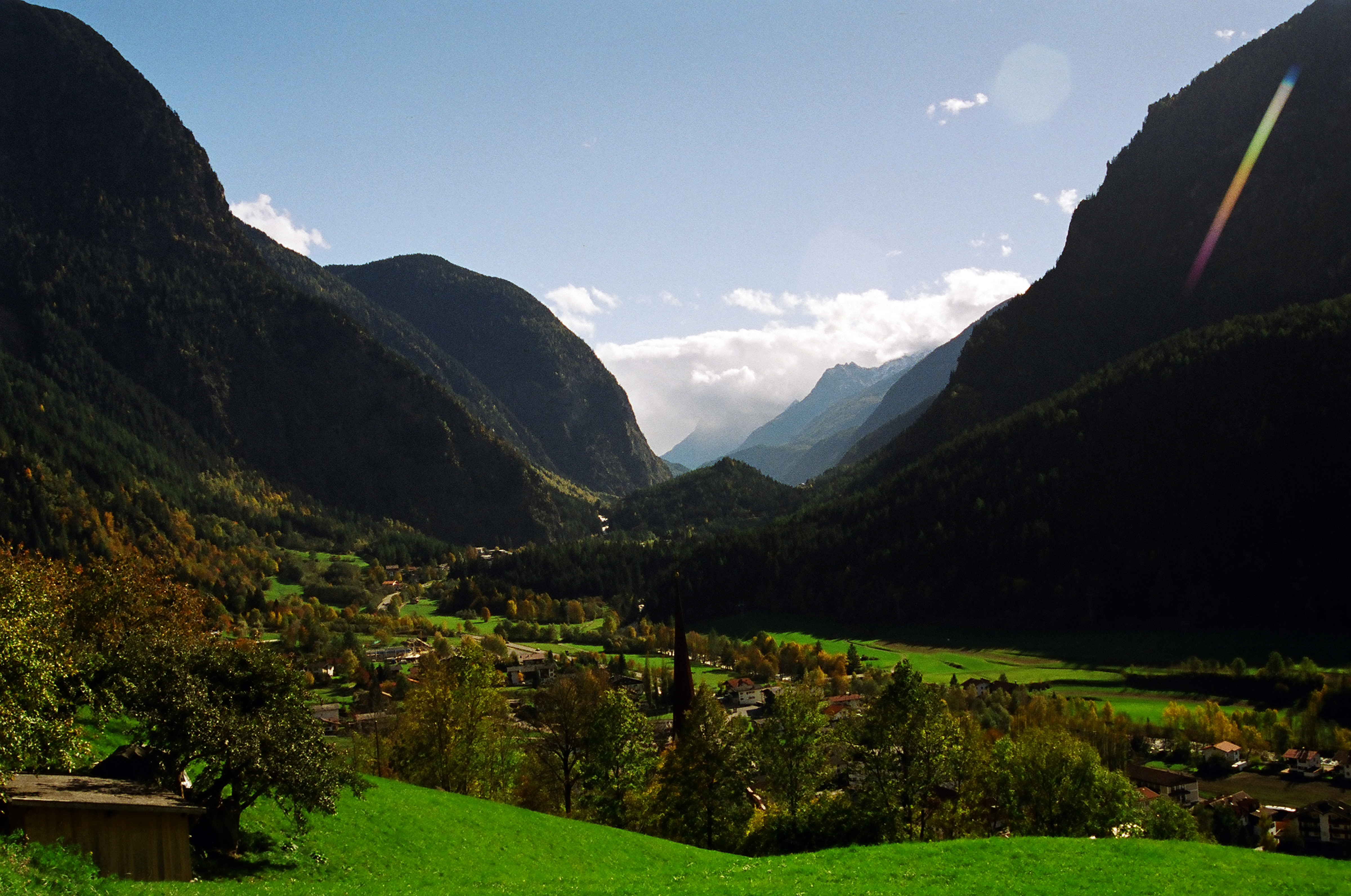
Valea Ötz

Valea Ötz este o ramificație a văii râului Inn din landul Tirol, Alpii Stubai, Austria. Aici a fost găsit omul zăpezilor (omul ghețarilor) „Ötzi”, care atunci când a murit avea circa 46 de ani, el fiind bine conservat, timp de 5.300 de ani, într-un ghețar.

## Localități
Localitățile de pe vale în ordine de la nord la sud:
- Sautens
- Oetz
  - Piburg
- Umhausen
  - Niederthai
- Längenfeld
  - Gries im Sulztal
- Sölden
  - Zwieselstein
  - Vent
  - Obergurgl
  - Hochgurgl